# مسجد المودة
مسجد المودة هو مسجد يقع في سينغكانغ في سنغافورة، والمسجد يوجد عند تقاطع شارع سينغكانغ الأوسط وشارع قوس كومباسفال، تم افتتاح المسجد في عام 2009 .

## التسمية
اشتق اسم المسجد مسجد المودة من كلمة المودة في اللغة العربية، ومودة تعني حنون، وهذه التسمية أقرها وقدمها المجلس الديني الإسلامي في سنغافورة (MUIS)، وقد أتت اسم المودة من القرآن الكريم حيث وردت في سورة سورة الروم في الآية 21 :
| مسجد المودة | ﴿وَمِنْ آيَاتِهِ أَنْ خَلَقَ لَكُمْ مِنْ أَنْفُسِكُمْ أَزْوَاجًا لِتَسْكُنُوا إِلَيْهَا وَجَعَلَ بَيْنَكُمْ مَوَدَّةً وَرَحْمَةً إِنَّ فِي ذَلِكَ لَآيَاتٍ لِقَوْمٍ يَتَفَكَّرُونَ ۝٢١﴾ [الروم:21] | مسجد المودة |

## البناء
تم بناء مسجد المودة في إطار المرحلة الرابعة من برنامج صندوق بناء المساجد لتلبية الديموغرافية الكبيرة من الأسر الشابة في منطقتي سينغكانغ وباونغكوك، يضم المسجد عدداً من الميزات الصديقة للبيئة ومنها أن المسجد محافظ على الطاقة، ونتيجة لهذا حقق المسجد شهادة غرين مارك من هيئة البناء والتشييد، موقع المسجد يجعله وبكل سهولة من السهل على المسجد خدمة المواطنين من سينغكانغ وهوقانج وباونغول، علاوة على ذلك فإنه يهدف لخدمة واستيعاب ما يقرب من 4،000 مصلي قادرون على أداء الصلاة في فترات الذروة .

## الخدمات
المسجد ليس وظيفته الوحيدة أن يخدم الاحتياجات الدينية للمجتمع، ولكنه أيضا يوفر الخدمات الاجتماعية الأخرى التي تتماشى مع مفهوم المسجد كونه مؤسسة متعددة الوظائف، ووكيل رئيس لتسهيل وتحقيق مجتمع مسلم ممتاز، وهذا يشمل أربعة مجالات أساسية من ركائز أنشطة المسجد وهي :
- التعليم الإسلامي .
- التنمية الاجتماعية .
- الأسرة وتنمية الشباب .
- الخدمات الدينية والدعوات .